# بطاقة الهوية التركية
بطاقة هوية جمهورية تركيا ( (بالتركية: Türkiye Cumhuriyeti Kimlik Kartı)‏ إلزامية لجميع المواطنين الأتراك منذ الولادة. يُسمح للشرطة التركية بمطالبة أي شخص بإبراز بطاقة الهوية، وقد يؤدي رفض هذا الامتثال للشرطة إلى دفع غرامة. يمكن استخدامه كوثيقة سفر لدخول شمال قبرص، والبوسنة والهرسك (مخطط له)، وجورجيا (منذ 2011)، ومولدوفا (منذ عام 2019)، وأوكرانيا (منذ عام 2017، بشرط القدوم مباشرةً من تركيا)، وأذربيجان (منذ 1 أبريل 2021، بشرط القدوم مباشرةً من تركيا)، وصربيا (منذ 2022) بدلاً من جواز السفر.

## تاريخ
كانت بطاقات الهوية الإلزامية لجميع المواطنين -ذكوراً وإناثاً- موجودة بالفعل منذ أواخر عصر الدولة العثمانية. كانوا يُعرفون بالتركية باسم nüfus tezkeresi. بالنسبة للرعايا السلافيين للدولة العثمانية، كانوا معروفين بالعامية باسم nofuz ( (بالبلغارية: нофуз)‏.

## بطاقات الهوية (1927-1991)
أصدرت تركيا بطاقات هوية (بالتركية: Nüfus Hüviyet Cüzdanı ) مع تعداد عام 1927 بالحروف العربية العثمانية. مع تغيير تركيا الأبجدية التركية إلى النص اللاتيني، تم تغيير بطاقات الهوية إلى اللاتينية في عام 1928. تمت إضافة الألقاب بعد عام 1934، مع صدور قانون الألقاب. صدرت أحدث بطاقات الهوية في عام 1976، إلا أن البطاقات القديمة ظلت سارية المفعول حتى عام 1991.

## بطاقات الهوية (الصادرة بين 1976-2017، لا تزال سارية)
أصدرت تركيا بطاقات الهوية (بالتركية: Nüfus Cüzdanı) لجميع المواطنين ابتداء من عام 1976. يبلغ حجم البطاقات 7 × 9 سم، ولها لون خاص بالجنس (برتقالي / أحمر للإناث، وأزرق للذكور). اعتباراً من عام 1999، تم إصدار البطاقات برقم تعريف تركي . تحتوي البطاقات على ختم منقوش للأمان.
اعتباراً من عام 2017، توقف إصدار هذا النوع من بطاقات الهوية.

## بطاقات الهوية الجديدة (2017 - حتى الآن)
أصدرت وزارة الداخلية التركية بطاقة هوية شبيهة ببطاقات الهوية لسكان دول الاتحاد الأوروبي (بالتركية: Kimlik Kartı) لجميع المواطنين الأتراك. بطاقات الهوية الجديدة بيومترية مثل جوازات السفر. منذ 21 سبتمبر 2020، ويمكن استخدامها كرخصة قيادة. في المستقبل سيتم استخدامها كبطاقة مصرفية وتذكرة حافلة. اعتباراً من 2 يناير 2017 ، تم إصدار بطاقات الهوية الجديدة هذه في جميع أنحاء تركيا. على عكس البطاقات السابقة، والتي كانت صالحة مدى الحياة، فإن البطاقات الجديدة صالحة فقط لمدة 10 سنوات. وهي بحجم بطاقة الائتمان، أي أصغر من البطاقات السابقة. البطاقات محايدة جنسانياً لجميع المواطنين. وثنائية اللغة؛ باللغتين التركية والإنجليزية. ويمكن تثبيت التوقيعات الإلكترونية في شريحة البطاقة. كما تحتوي البطاقات على رقم التعريف الشخصي.
أثناء تقديم طلب للحصول على بطاقات جديدة، يتم جمع بصمات الأصابع لجميع الأصابع وبصمات الوريد وربطها مع الشخص مُقدّم الطلب. تتطلب البطاقات الجديدة صوراً بيومترية (للأعمار من 15 عاماً فأكبر) وعليها توقيع الفرد. تحذف البطاقات الجديدة أيضاً عدة أجزاء من المعلومات الموجودة في البطاقات السابقة، مثل الحالة الاجتماعية، والدين، وفصيلة الدم، ومكان الإصدار، واللقب السابق (للإناث)، والمدينة (المحافظة، والمقاطعة، والقرية) وأرقام التسجيل.

### القراءات الآليّة
توجد منطقة يمكن قراءتها آلياً على ظهر بطاقة 2017. يتكون من 3 صفوف يحتوي كل منها على 30 حرفاً. يتوافق هذا التنسيق مع وثيقة منظمة الطيران المدني الدولي رقم 9303 الجزء 5.
| صف | المناصب | طول | مثال           | معنى |
| -- | ------- | --- | -------------- | --- |
| 1  | 1-2     | 2   | I<             | كود الوثيقة (يحدد الوثيقة كوثيقة سفر رسمية)                                                                           |
| 1  | 3-5     | 3   | TUR            | كود ISO 3166 Alpha-3 لحالة الإصدار                                                                                    |
| 1  | 6-14    | 9   | A12B34567      | رقم المستند (Seri No)                                                                                                 |
| 1  | 15      | 1   | 0              | تحقق من الرقم للوظائف 6-14                                                                                            |
| 1  | 16      | 1   | <              | حرف الفاصل |
| 1  | 17-27   | 11  | 12345678901    | رقم الهوية التركية، يتطابق مع رقم الهوية في مقدمة البطاقة والباركود في أعلى اليمين                                    |
| 1  | 28-30   | 3   | <              | حرف الفاصل |
| 2  | 1-6     | 6   | 950110         | تاريخ الميلاد بصيغة YYMMDD                                                                                            |
| 2  | 7       | 1   | 3              | تحقق من الرقم للموضع 1-6                                                                                              |
| 2  | 8       | 1   | F              | الجنس المختصر |
| 2  | 9-14    | 6   | 250101         | تاريخ انتهاء الصلاحية بتنسيق YYMMDD                                                                                   |
| 2  | 15      | 1   | 8              | تحقق من الرقم للوظائف 9-14                                                                                            |
| 2  | 16-18   | 3   | TUR            | كود ISO 3166 Alpha-3 لبلد المواطنة (والذي دائمًا ما يكون TUR)                                                          |
| 2  | 19-29   | 11  | <              | حرف الفاصل |
| 2  | 30      | 1   | 4              | رقم تحقق مركب |
| 3  | 1-30    | 30  | JANE<<DOE<ANON | اسم (أسماء) العائلة مفصولة بحرف فاصل واحد (<) ، حرفان فاصلان (<<) ، اسم (أسماء) محدد يفصل كل منهما بحرف فاصل واحد (<) |

حساب المجموع الاختباري هو نفس الخوارزمية المستخدمة في جوازات السفر المقروءة آلياً، بضرب كل رقم بوزنه. وزن الرقم يعتمد على موضعه. تسلسل الوزن هو 7 ، 3 ، 1 ويتكرر. يعطي باقي مجموع كل القيم مقسوماً على 10 ليعطي رقم التحقق.

## ملحوظات
1. ↑  "Başvuru Ücretleri (2023)". 1 يناير 2023. مؤرشف من الأصل في 2021-02-25.
2. ↑  "VISA Regulations | Turkish Republic of Northern Cyprus". 4 مارس 2014. مؤرشف من الأصل في 2023-03-27.
3. ↑  "Bosna Hersek'e kimlik kartıyla seyahat dönemi". مؤرشف من الأصل في 2023-06-17.
4. ↑  "From Rep. Of Türkiye Ministry of Foreign Affairs". مؤرشف من الأصل في 2022-10-22.
5. ↑  "Passport-free travel between Turkey, Moldova". دايلي صباح. 20 فبراير 2019. مؤرشف من الأصل في 2022-11-08. اطلع عليه بتاريخ 2019-02-28.
6. ↑  "Entry regime to Ukraine for foreign citizens - MFA of Ukraine". مؤرشف من الأصل في 2018-01-28. اطلع عليه بتاريخ 2017-06-07.
7. ↑  "Türkiye-Azerbaycan arasında kimlik kartı ile seyahat imkanı". مؤرشف من الأصل في 2022-10-07.
8. ↑  "Milletlerarası Andlaşma" (PDF). 30 يناير 2021. مؤرشف من الأصل (PDF) في 2022-10-06.
9. ↑  "Sırbistan ile Türkiye arasında kimlikle geçiş uygulaması". مؤرشف من الأصل في 2022-10-25.
10. ↑  "Milletlerarası Andlaşma 6244" (PDF). 22 أكتوبر 2022. مؤرشف من الأصل (PDF) في 2023-01-27.
11. ↑  Chris Gratien, Ottoman Identity Card؛ includes images of the cards نسخة محفوظة 2023-05-12 على موقع واي باك مشين.
12. ↑  Kunchov, Vasil (1900), Makedonii͡a (بالبلغارية), Sofia: Bulgarskoto Knizhevno Druzhestvo, p. 135, Archived from the original on 2023-01-23
13. ↑  "SON DAKİKA HABERİ: Çipli kimlik kartında yeni dönem". مؤرشف من الأصل في 2022-11-08.
14. ↑  "Ehliyet yenileme ücreti ne kadar? (Ehliyet yenileme işlemleri)". NTV. مؤرشف من الأصل في 2022-11-08. اطلع عليه بتاريخ 2017-01-21.
15. ↑  "Kimliklerde yeni dönem başlıyor: E-imza yüklenecek". مؤرشف من الأصل في 2022-11-08.
16. ↑  International Civil Aviation Organization. "Doc 9303 – Machine Readable Travel Documents". مؤرشف من الأصل في 2023-02-10. اطلع عليه بتاريخ 2021-12-29.